# Gianlucido Gonzaga
Gianlucido (Giovan Lucido) Gonzaga (Mantova, 31 maggio 1421 – Ceresara, 11 giugno 1448) è stato un nobile e religioso italiano.

## Biografia

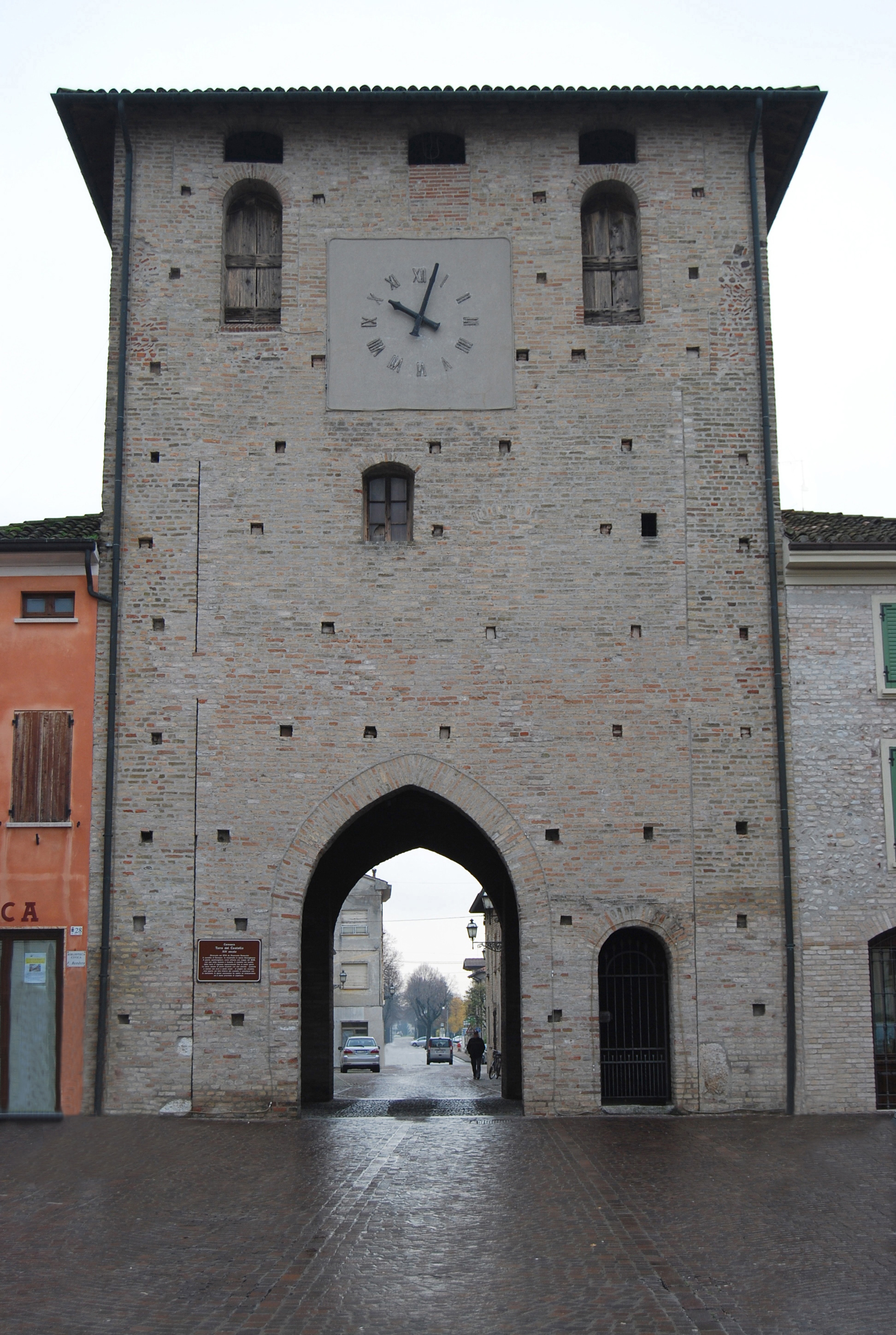
Ceresara, Torre civica

Era il quarto figlio maschio di Gianfrancesco Gonzaga, I marchese di Mantova e di Paola Malatesta.
All'età di quattro anni divenne discepolo di Vittorino da Feltre nella sua Ca' Zoiosa e appassionato di poesia compose un poemetto in versi descrivendo l'ingresso a Mantova dell'imperatore 
Sigismondo nel 1433.
Affidato alla cura di uno dei più stretti collaboratori di Vittorino, Iacopo da San Cassiano, Gianlucido fu inviato a Pavia a studiare diritto dal 1438 al 1442 e divenne protonotario apostolico. Alla morte del padre nel 1444 ereditò le terre di Volta, Cavriana, Ceresara, San Martino Gusnago, Piubega, Rodigo e Castellaro.
È ricordato per avere commissionato nel 1442 a Belbello da Pavia il messale della cattedrale di San Pietro di Mantova (chiamato Messale di Barbara di Brandeburgo), ora custodito nel Museo diocesano Francesco Gonzaga. Diede incarico a Barbara di Brandeburgo di finire il messale in pergamena che, su suggerimento di Andrea Mantegna, portò a termine nel 1465 il miniatore Girolamo da Cremona, aiutante di Taddeo Crivelli.
Debole di salute, morì nel suo feudo di Ceresara all'età di ventisette anni e i suoi possedimenti passarono al fratello Ludovico.

## Ascendenza
|                        |                       |                         | Genitori                |  |  | Nonni |  |  | Bisnonni           |  |  | Trisnonni     |  |
|                        |                       |                         |                         |  |  |       |  |  | Ludovico I Gonzaga |  |  | Guido Gonzaga |  |
|                        |                       |                         |                         |  |  |       |  |  | Ludovico I Gonzaga |  |  | Guido Gonzaga |  |
|                        |                       | Beatrice di Bar         |                         |  |  |       |  |  | Ludovico I Gonzaga |  |  |               |  |
| Francesco I Gonzaga    |                       |                         |                         |  |  |       |  |  | Ludovico I Gonzaga |  |  |               |  |
|                        |                       | Alda d'Este             | Obizzo III d'Este       |  |  |       |  |  |                    |  |  |               |  |
|                        |                       | Alda d'Este             | Obizzo III d'Este       |  |  |       |  |  |                    |  |  |               |  |
|                        |                       | Alda d'Este             | Lippa Ariosti           |  |  |       |  |  |                    |  |  |               |  |
| Gianfrancesco Gonzaga  |                       | Alda d'Este             |                         |  |  |       |  |  |                    |  |  |               |  |
|                        |                       | Galeotto I Malatesta    | Pandolfo I Malatesta    |  |  |       |  |  |                    |  |  |               |  |
|                        |                       | Galeotto I Malatesta    | Pandolfo I Malatesta    |  |  |       |  |  |                    |  |  |               |  |
|                        |                       | Galeotto I Malatesta    | Taddea da Rimini        |  |  |       |  |  |                    |  |  |               |  |
| Margherita Malatesta   |                       | Galeotto I Malatesta    |                         |  |  |       |  |  |                    |  |  |               |  |
|                        |                       | Gentile da Varano       | Rodolfo II da Varano    |  |  |       |  |  |                    |  |  |               |  |
|                        |                       | Gentile da Varano       | Rodolfo II da Varano    |  |  |       |  |  |                    |  |  |               |  |
|                        |                       | Gentile da Varano       | Camilla Chiavelli       |  |  |       |  |  |                    |  |  |               |  |
| Gianlucido Gonzaga     |                       | Gentile da Varano       |                         |  |  |       |  |  |                    |  |  |               |  |
|                        | Pandolfo II Malatesta | Malatesta III Malatesta |                         |  |  |       |  |  |                    |  |  |               |  |
|                        | Pandolfo II Malatesta | Malatesta III Malatesta |                         |  |  |       |  |  |                    |  |  |               |  |
|                        | Pandolfo II Malatesta | Costanza Ondedei        |                         |  |  |       |  |  |                    |  |  |               |  |
| Malatesta IV Malatesta | Pandolfo II Malatesta |                         |                         |  |  |       |  |  |                    |  |  |               |  |
|                        |                       | Paola Orsini            | Bertoldo Orsini         |  |  |       |  |  |                    |  |  |               |  |
|                        |                       | Paola Orsini            | Bertoldo Orsini         |  |  |       |  |  |                    |  |  |               |  |
|                        |                       | Paola Orsini            | Jacopa Orsini           |  |  |       |  |  |                    |  |  |               |  |
| Paola Malatesta        |                       | Paola Orsini            |                         |  |  |       |  |  |                    |  |  |               |  |
|                        |                       | Rodolfo II Da Varano    | Berardo II da Varano    |  |  |       |  |  |                    |  |  |               |  |
|                        |                       | Rodolfo II Da Varano    | Berardo II da Varano    |  |  |       |  |  |                    |  |  |               |  |
|                        |                       | Rodolfo II Da Varano    | Bellafiore da Brunforte |  |  |       |  |  |                    |  |  |               |  |
| Elisabetta da Varano   |                       | Rodolfo II Da Varano    |                         |  |  |       |  |  |                    |  |  |               |  |
|                        |                       | Camilla Chiavelli       | Finuccio Chiavelli      |  |  |       |  |  |                    |  |  |               |  |
|                        |                       | Camilla Chiavelli       | Finuccio Chiavelli      |  |  |       |  |  |                    |  |  |               |  |
|                        |                       | Camilla Chiavelli       | …                       |  |  |       |  |  |                    |  |  |               |  |
|                        |                       | Camilla Chiavelli       |                         |  |  |       |  |  |                    |  |  |               |  |